# ASIMO

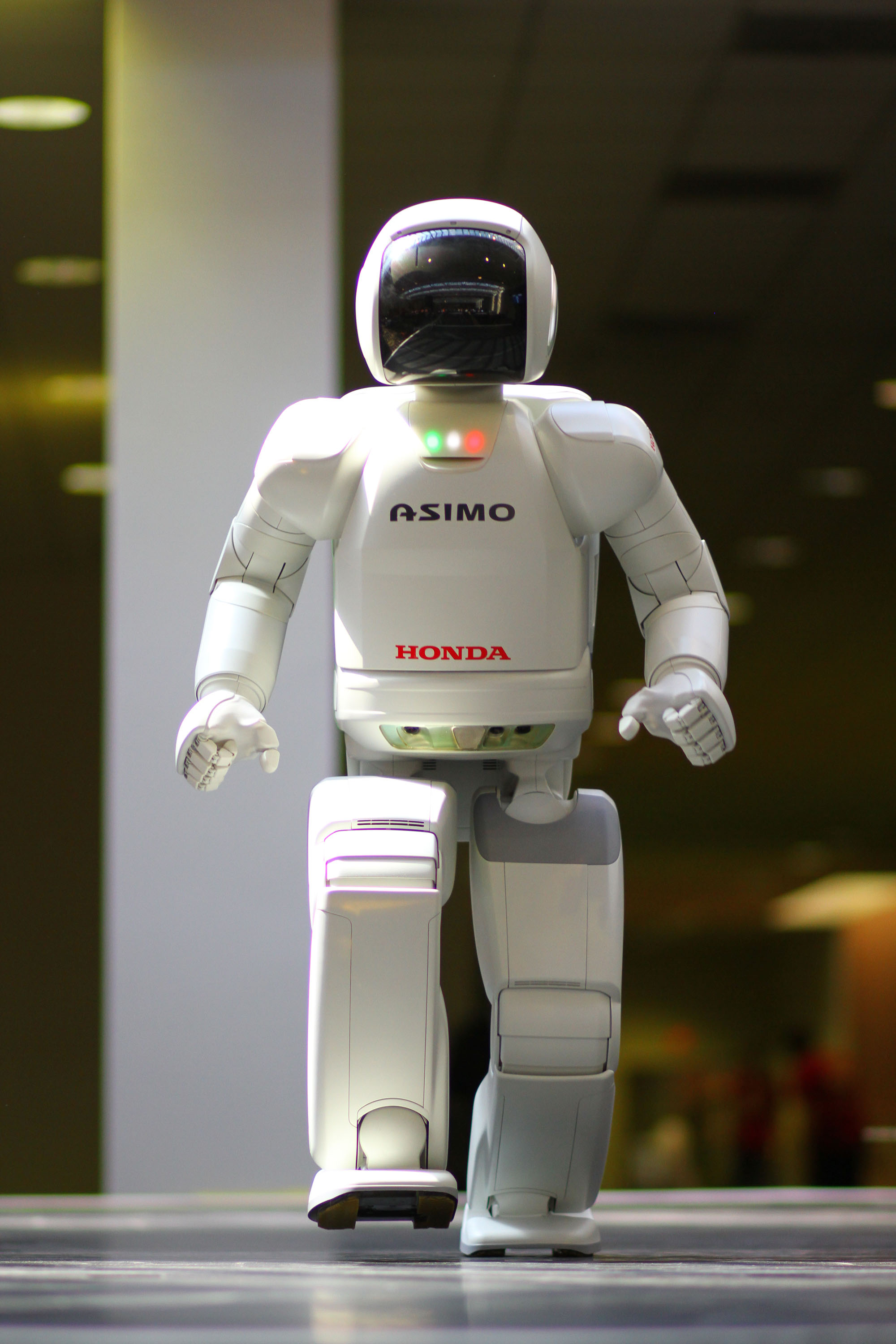
Robot ASIMO.

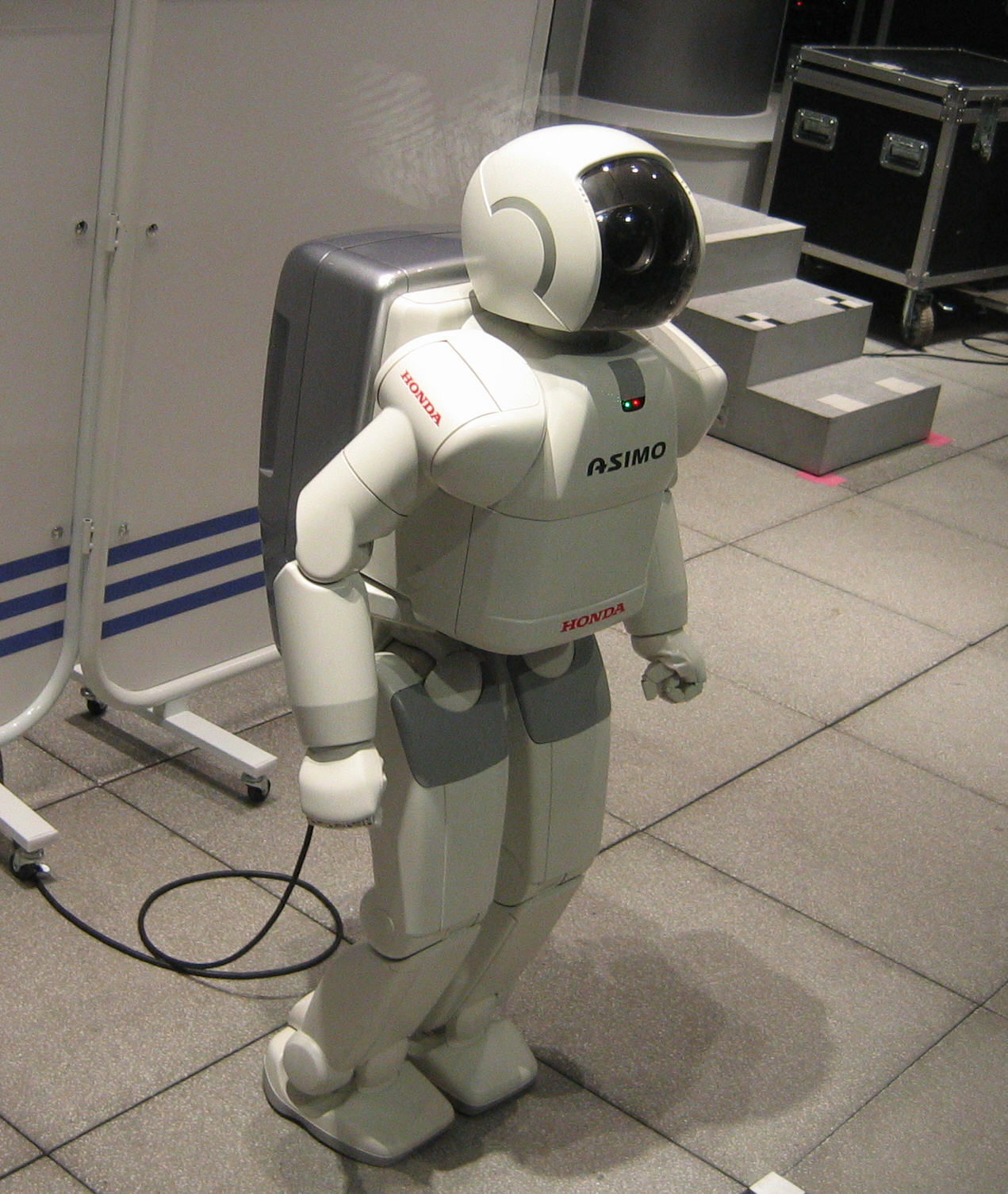
Un robot ASIMO (2005).

Logo ASIMO.

ASIMO (pour Advanced Step in Innovative MObility « étape avancée dans la mobilité innovante » en français ; en japonais アシモ, Ashimo, que l'on peut traduire par « des jambes aussi ») est un robot humanoïde développé par la firme japonaise Honda Motor et introduit au Robot Hall of Fame de Pittsburgh en 2000 comme étant le premier robot humanoïde capable de marcher de façon réaliste.
ASIMO est un robot de recherche ; il n'est donc pas commercialisé. Néanmoins, il a déjà été prêté pour quelques événements bizarres. Il a aussi été loué par de grandes entreprises comme IBM, afin de remplir la tâche d’hôte d’accueil. En février 2009, il existait plus de 100 robots ASIMO, dans plusieurs versions différentes.
À terme, les robots ASIMO devront pouvoir venir en aide aux personnes handicapées, âgées ou malades. Ils pourront aussi effectuer des tâches dangereuses pour les humains.
La cinquième version du robot, en date de septembre 2011, peut utiliser tous ses doigts avec un capteur tactile sur la paume et un détecteur de force incorporé dans chaque doigt. Le tout est couplé avec une technologie de reconnaissance d’objets fondés sur les sens du toucher et de la vue. Ainsi, ASIMO peut désormais prendre une bouteille d’eau et dévisser son bouchon. Il peut aussi tenir un gobelet en papier sans l‘écraser.
ASIMO fait aussi référence à Isaac Asimov, auteur et théoricien de la robotique, bien que, selon Honda, ce ne soit qu'une coïncidence.
Le robot ASIMO a été officiellement mis à la retraite par Honda le 31 mars 2022, lors d'une cérémonie officielle.

## Innovations technologiques
L'une des principales innovations technologiques d'ASIMO est le fait qu’il est capable de modifier sa trajectoire tout en marchant, contrairement aux robots d’anciennes générations contraints d'interrompre leur marche avant d’effectuer une rotation sur place.
De même, il lui est possible de détecter les mouvements des objets ainsi que leur trajectoire. Il est aussi capable de monter et descendre des escaliers, reconnaître des visages, comprendre la parole humaine, analyser son environnement, garder son équilibre sur des surfaces mouvantes, sauter à cloche-pied, courir, etc. Ainsi, ASIMO peut désormais prendre une bouteille d’eau et dévisser son bouchon. Il peut aussi tenir un gobelet en papier sans l‘écraser.

## Prototypes
Honda lance ses recherches sur les robots humanoïdes en 1986. Dans un premier temps, les ingénieurs cherchent à maîtriser la marche humaine. Ainsi, les premiers robots n’étaient qu’une simple paire de jambes articulées. C’est ensuite que sont ajoutés des bras et un véritable corps. ASIMO correspond ainsi à l’aboutissement de cette recherche sur le plan mécanique. Aujourd’hui, les recherches de Honda se focalisent davantage sur l’amélioration de l’intelligence artificielle du robot.
On peut remarquer la très grande vitesse à laquelle la technologie de ces robots s’est améliorée. De même, leur masse et leur taille n’ont cessé de diminuer au fil des nouveaux modèles, si on prend en compte les robots de la série P-X.
Contrairement à ses prédécesseurs qui n'étaient que de simples expérimentations dans le domaine de la robotique, puis des prototypes, ASIMO est le premier modèle de test, visant à une future commercialisation.

### Série Ex
La lettre « E » de la série Ex désigne « Experimental Model » (Modèle Expérimental). Cette première série de robots est constituée de bipèdes démunis de bras et ne pouvant se déplacer que sur des surfaces plates.
|                   | E0 (1986) | E1 (1987) | E2 (1989) | E3 (1991) | E4 (1991) | E5 (1992) | E6 (1993) |
| Masse             | 16,5 kg   | 72 kg     | 67,7 kg   | 86 kg     | 150 kg    | 150 kg    | 150 kg    |
| Hauteur           | 101,3 cm  | 128,8 cm  | 132 cm    | 136,3 cm  | 159,5 cm  | 170 cm    | 174,3 cm  |
| Degrés de liberté | 6         | 12        | 12        | 12        | 12        | 12        | 12        |
| Vitesse           | inconnu   | 0,25 km/h | 1,2 km/h  | 3 km/h    | 4,7 km/h  | inconnue  | inconnue  |
| Image             |           |           |           |           |           |           |           |

### Série Px
La série de robot P-X ou « Prototype Model » est munie de bras articulés.

#### P1
P1 est le premier robot humanoïde   de Honda créé en 1993. Il possède des jambes qui lui permettent de marcher à vitesse réduite et des bras articulés. Il est le premier prototype d'ASIMO et il lui est très différent.

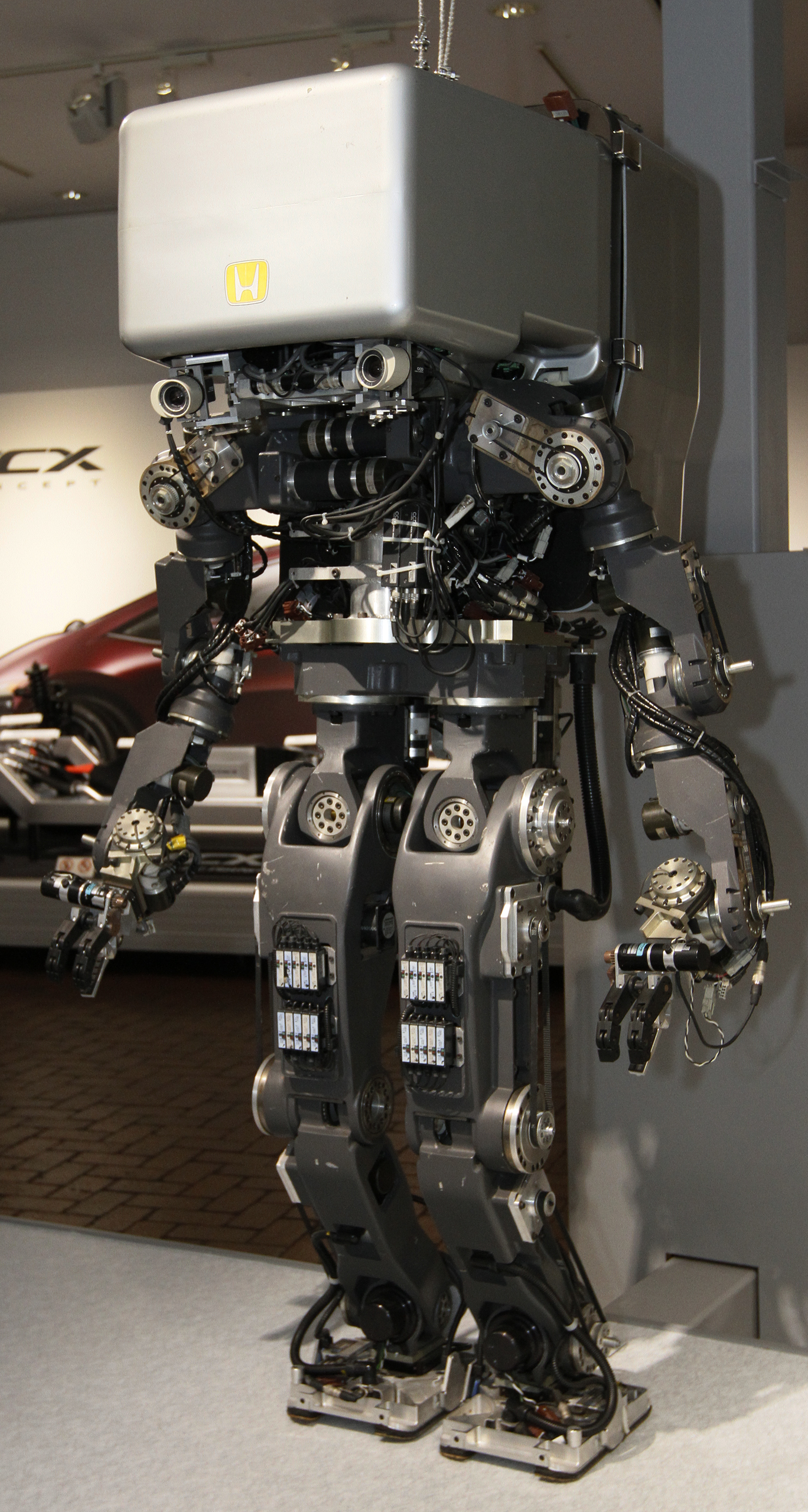
Le P1, premier robot humanoïde de Honda.

| Caractéristiques techniques | Caractéristiques techniques |
| --------------------------- | --------------------------- |
| Hauteur                     | 191,5 cm                    |
| Masse                       | 175 kg                      |
| Vitesse                     | inconnue                    |
| Autonomie                   | inconnue                    |

#### P2

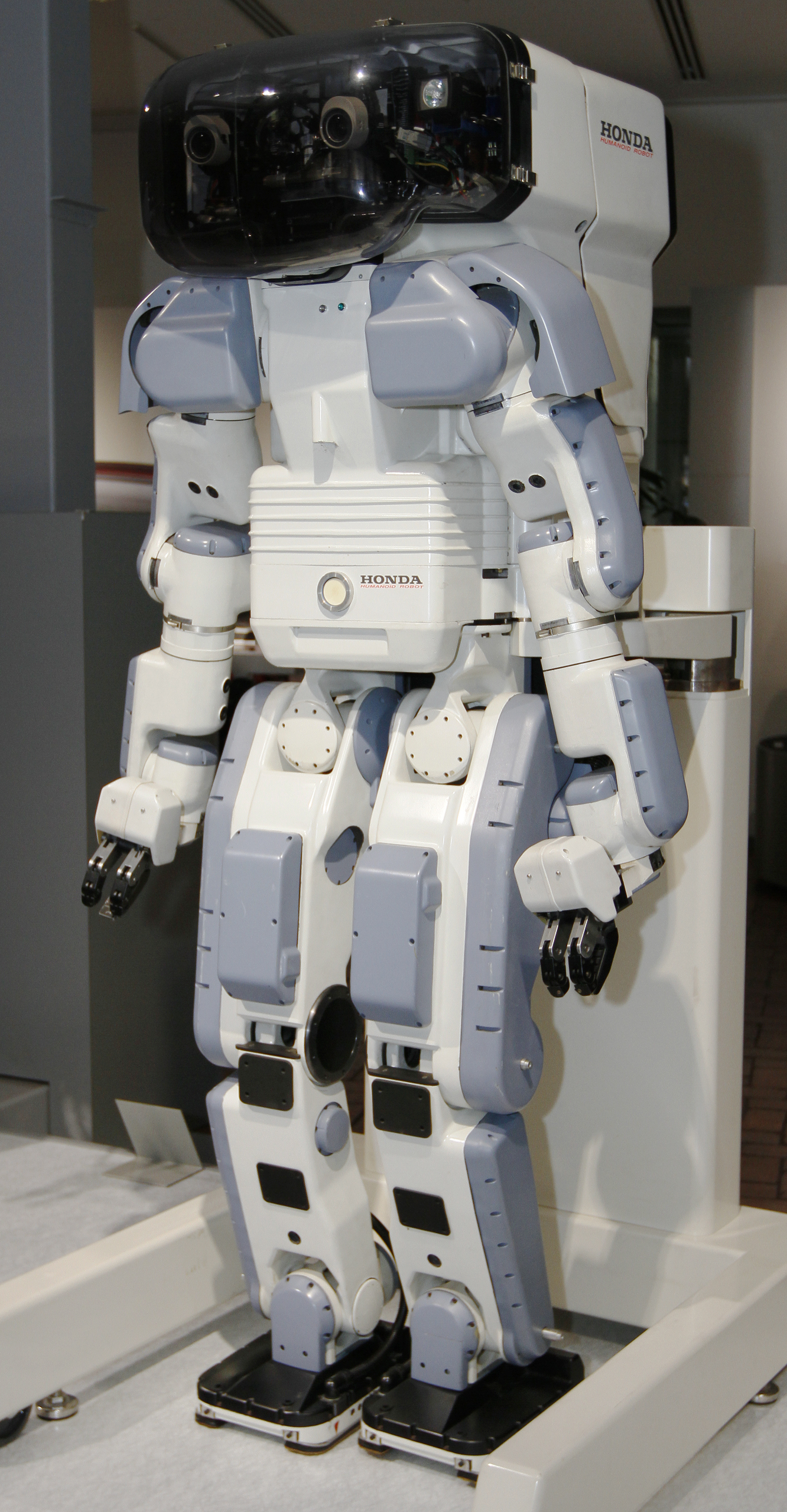
Le P2, deuxième robot Humanoïde de Honda

Le P2 a été présenté en décembre 1996. Honda a indiqué avoir dépensé 100 millions de dollars sur ce projet. Ce robot a la particularité d'être le premier robot bipède à pouvoir monter et descendre des escaliers...
| Caractéristiques techniques | Caractéristiques techniques |
| --------------------------- | --------------------------- |
| Hauteur                     | 182 cm                      |
| Masse                       | 210 kg                      |
| Vitesse                     | 2 km/h                      |
| Autonomie                   | inconnue                    |

#### P3
Le P3 fut finalisé en septembre 1997, mais il n'a jamais été commercialisé car il ne s'agissait que d'un prototype d'étude.

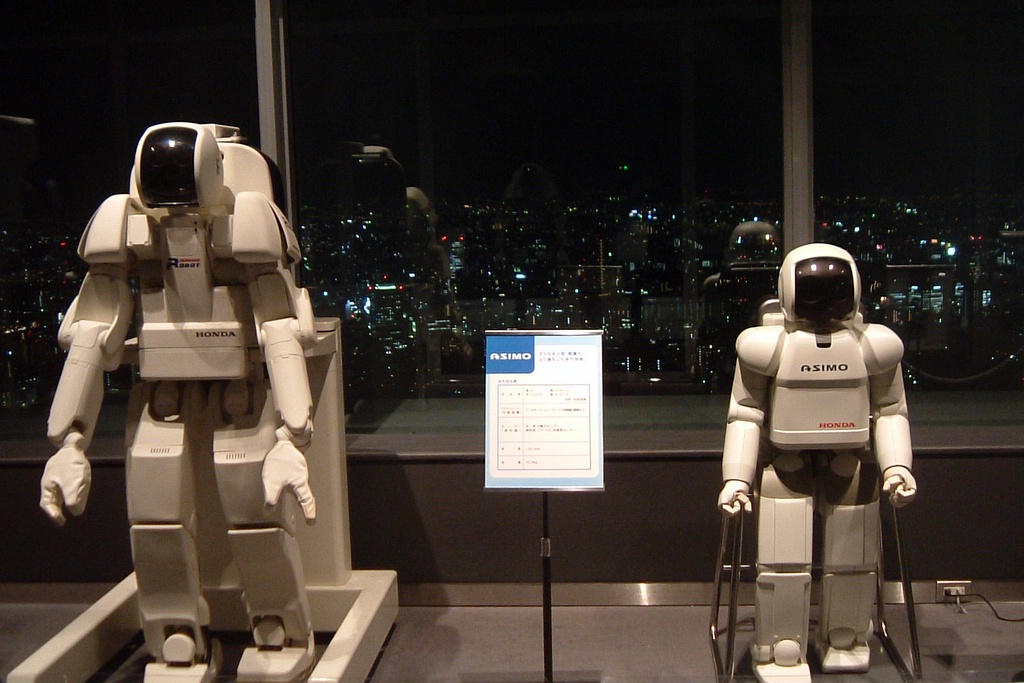
Un prototype P3 (à gauche) au côté d'un ASIMO (à droite).

| Caractéristiques techniques    | Caractéristiques techniques |
| ------------------------------ | --------------------------- |
| Hauteur                        | 160 cm                      |
| Largeur                        | 60 cm                       |
| Longueur                       | 55,5 cm                     |
| Masse                          | 130 kg                      |
| Vitesse                        | 2 km/h                      |
| Autonomie                      | 25 minutes                  |
| Degrés de liberté de mouvement | 28                          |

## Les différentes versions d'ASIMO

### 1reversion

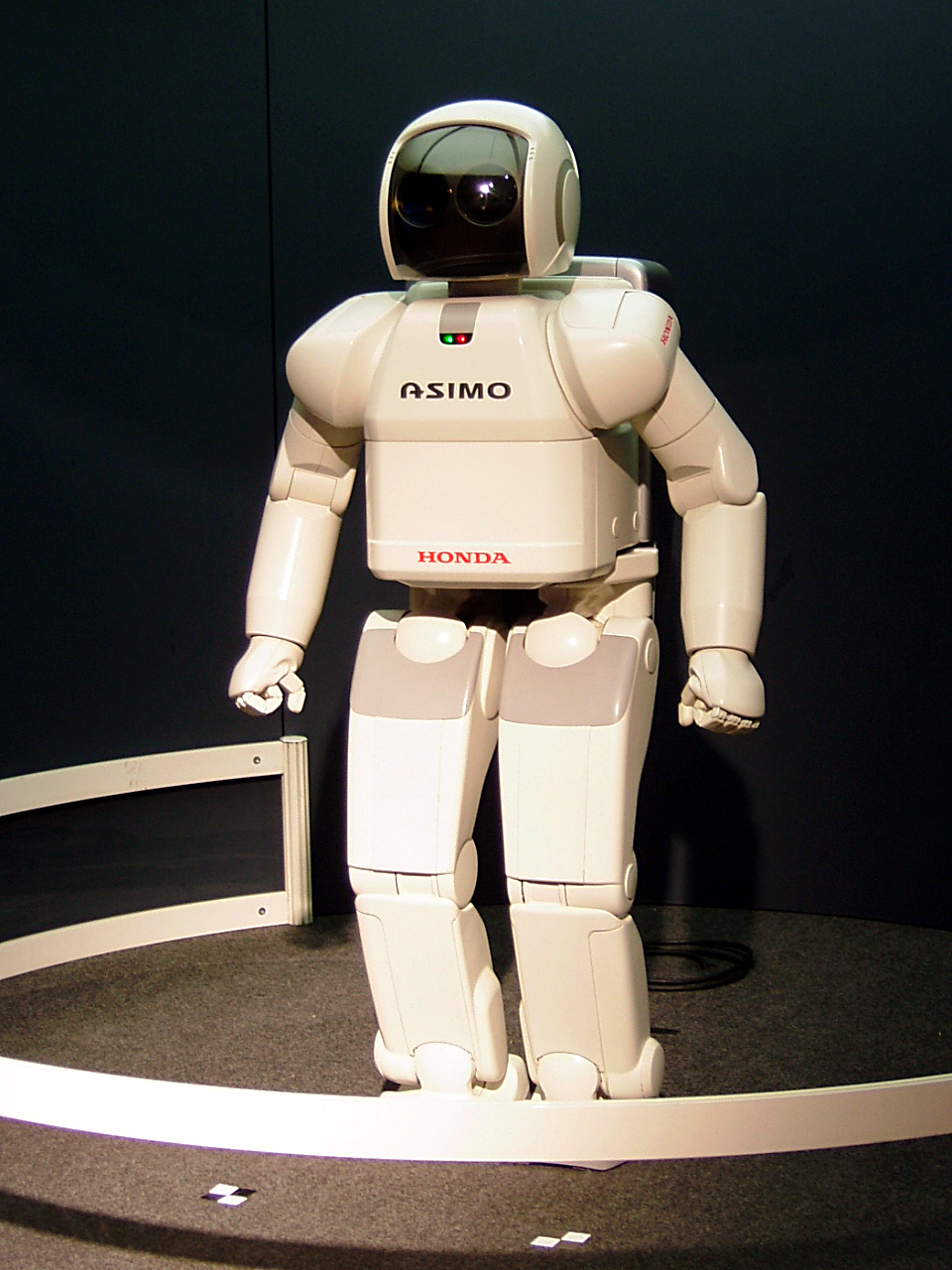
Le robot ASIMO dans sa 1re version.

La première version d’ASIMO, finalisée le 31 octobre 2000, ne sait pas marcher. Beaucoup plus petit que les prototypes, sa taille est mieux adaptée à l’environnement humain. De plus, l'amplitude de mouvement a été améliorée. Ainsi, les bras d'ASIMO peuvent faire un angle de 105°, alors que le P3 ne pouvait faire qu'un angle de 90°. De même, l'amplitude au niveau des épaules a été augmentée de 15 %. Sa liberté de mouvement est telle qu'il lui est possible de danser.
| Caractéristiques techniques    | Caractéristiques techniques |
| ------------------------------ | --------------------------- |
| Hauteur                        | 120 cm                      |
| Largeur                        | 44 cm                       |
| Longueur                       | 45 cm                       |
| Masse                          | 52 kg                       |
| Vitesse                        | 1,6 km/h                    |
| Autonomie                      | 30 minutes                  |
| Degrés de liberté de mouvement | 29                          |

ASIMO a aussi une grande habileté manuelle. En effet, la force dans ses doigts est de 0,5 daN et son pouce est opposé à ses quatre autres doigts, rendant possible la manipulation d'objets aussi complexes à manier qu'un journal ou un téléphone portable.
Le corps d'ASIMO est constitué d'un alliage de magnésium recouvert par une résine en plastique. L'ordinateur lui permettant de calculer ses mouvements et de répondre aux événements extérieurs, est situé dans son dos, tel un sac à dos.

### 2eversion(La génération suivante d'ASIMO)
Le 15 décembre 2004, Honda présente une nouvelle génération de son robot ASIMO. Il a maintenant la possibilité de courir à une vitesse de 3 km/h, en quittant le sol pendant des intervalles de 0,05 seconde. De plus, son design a été légèrement revu et affiné. Enfin, l’intelligence artificielle a été améliorée sur de nombreux points :
- mémoire ;
- capacités de calcul ;
- identification des objets mobiles ;
- identification des gestes ;
- possibilité de serrer la main d'une personne quand celle-ci le sollicite, tout en gérant sa force ;

- reconnaissance vocale (possibilité de distinguer les voix et les bruits parasites) ;
- reconnaissance des visages et des êtres humains (suivre une personne, saluer une personne qui s'approche, s'adresser à une personne par son nom) ;
- connexion à Internet (ASIMO peut se connecter à Internet et ainsi accéder aux dernières informations).

| Caractéristiques techniques    | Caractéristiques techniques |
| ------------------------------ | --------------------------- |
| Hauteur                        | 130 cm                      |
| Largeur                        | inconnue                    |
| Longueur                       | inconnue                    |
| Masse                          | 54 kg                       |
| Vitesse (marche normale)       | 2,5 km/h                    |
| Vitesse (en course)            | 3 km/h                      |
| Autonomie                      | 1 heure                     |
| Degrés de liberté de mouvement | 34                          |

Sur le plan du design, l'unité centrale volumineuse qu'il porte dans son dos a été miniaturisée et son intégration a été améliorée. Enfin, ses articulations ont été affinées (notamment au niveau des bras), et lui permettent encore plus de types de mouvements. Mais c'est davantage au niveau de ses capacités d'interactions avec les êtres humains que les efforts des ingénieurs se sont focalisés, Asimo étant destiné avant tout à s'adapter à l'environnement humain.

### 3eversion(Nouveau ASIMO)

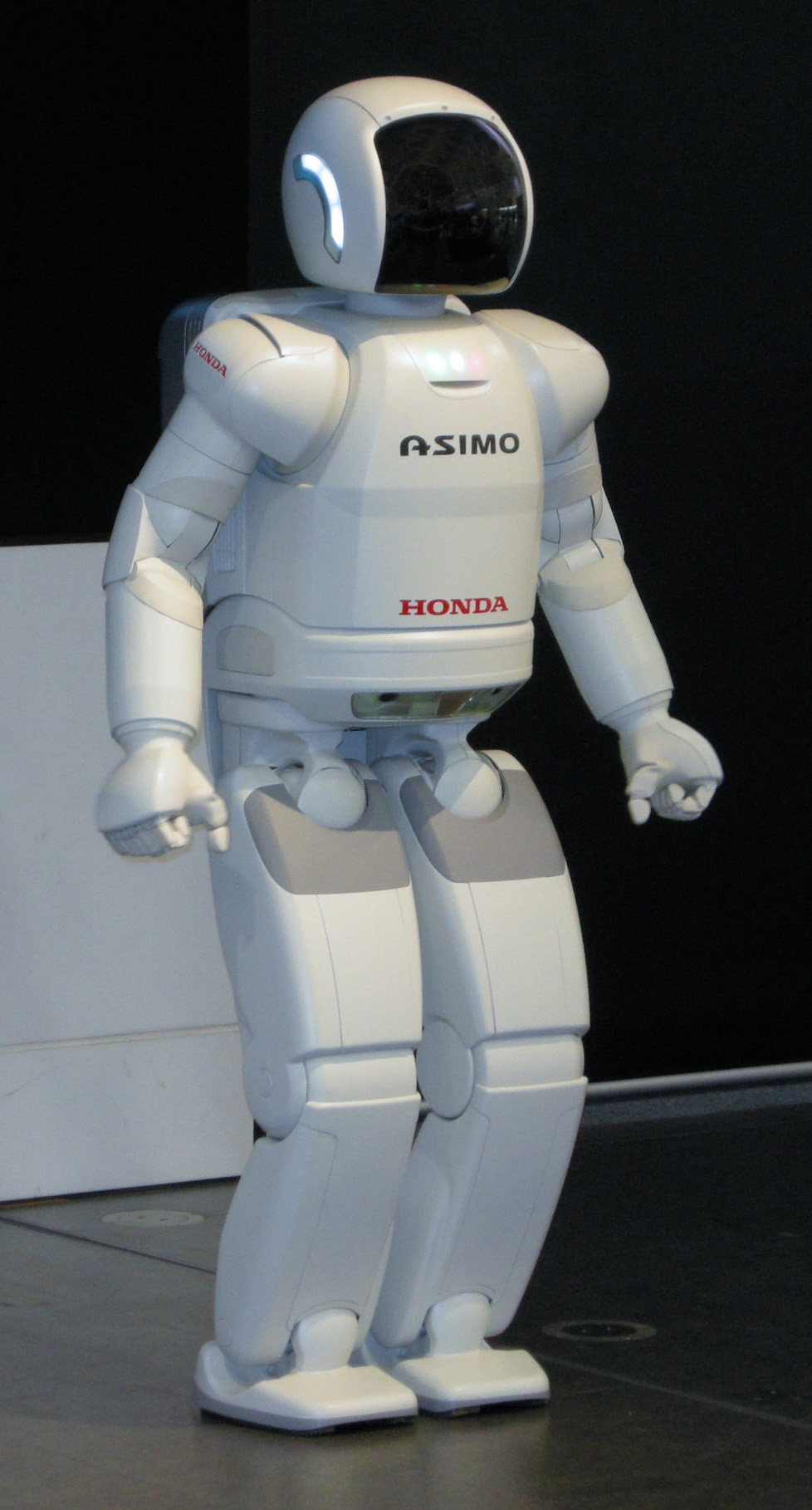
ASIMO version 3 (2005).

Le 13 décembre 2005, Honda lance une nouvelle génération d'ASIMO.
Dans sa troisième version, le robot ASIMO a la possibilité de courir à une vitesse de 6 km/h, en quittant le sol pendant des intervalles de 0,08 seconde, et sans qu’aucune de ses jambes ne touche le sol alors qu’il avance sur une longueur de 50 mm. Il lui est aussi désormais possible de courir à 5 km/h en suivant une trajectoire circulaire de rayon 2,5 m.
Les modifications les plus importantes touchent son intelligence artificielle, qui a été améliorée dans le but de le rendre plus interactif avec son environnement :
- capacité à remplir la tâche de réceptionniste ou de guide d’information ;
- capacité à tenir quelqu’un par la main et à se déplacer en synchronisme avec elle ;
- capacité de manœuvrer et de corriger la trajectoire d’un chariot dont la masse peut atteindre 10 kg. De même, il peut transporter un plateau-repas en gardant ses bras parfaitement à l'horizontale.

| Caractéristiques techniques          | Caractéristiques techniques |
| ------------------------------------ | --------------------------- |
| Hauteur                              | 130 cm                      |
| Largeur                              | 45 cm                       |
| Longueur                             | 37 cm                       |
| Masse                                | 54 kg                       |
| Vitesse (marche normale)             | 2,7 km/h                    |
| Vitesse (en course)                  | 6 km/h                      |
| Vitesse (en portant un objet d’1 kg) | 1,6 km/h                    |
| Autonomie                            | 40 minutes (en marchant)    |
| Degrés de liberté de mouvement       | 34                          |
| tête bras mains tronc jambes         | 1 7*2 2*2 3 6*2             |

D'après les ingénieurs de Honda, ASIMO aurait à ce stade, un niveau d'intelligence comparable à un enfant de trois ans et une habileté physique d'un enfant de dix ans. De plus, même s'il n'est toujours pas commercialisé, Asimo est disponible en location dans cette 3e version pour un prix d'environ 170 000 dollars US par an.

### 4eversion
Le 11 décembre 2007, Honda dévoile une nouvelle version de son robot humanoïde ASIMO. Reliés entre eux par une connexion sans fil Wi-Fi, ils peuvent désormais se coordonner pour réaliser leurs tâches. Ainsi, si un robot doit arrêter d'effectuer une mission pour aller recharger ses batteries (ce qu'il peut maintenant faire par lui-même), un autre prendra automatiquement sa place. De même, s'il faut accomplir une action dans un lieu précis, c'est l'ASIMO le plus proche de cette destination qui se mettra automatiquement en route.
D'autres nouvelles fonctionnalités ont été mises en place par Honda, comme la capacité pour le robot d'éviter quelqu'un se trouvant sur son trajet.
Il est un peu plus léger (52 kg) et un peu plus petit (120 cm) que la version précédente.

### 5eversion

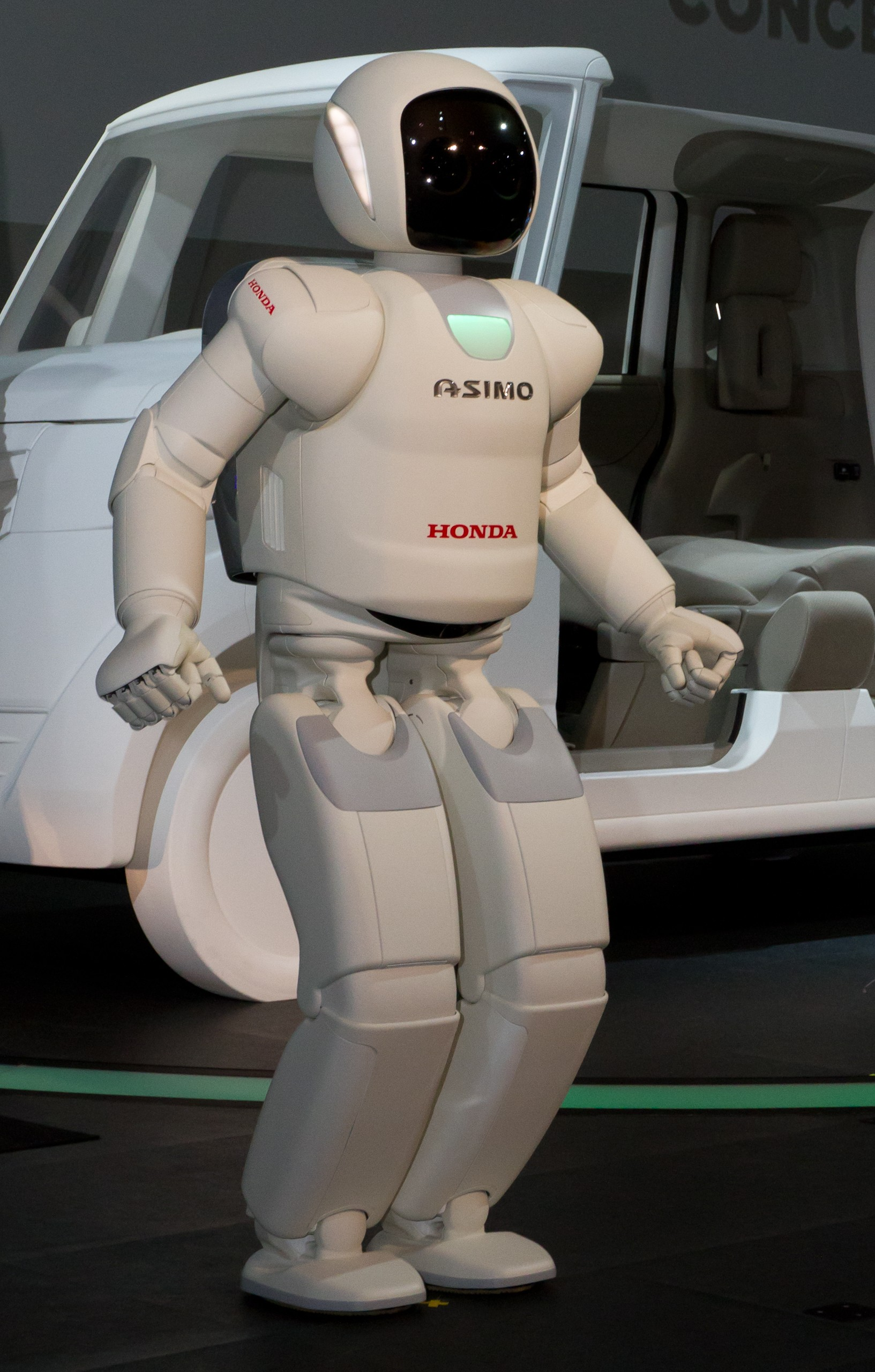
Robot ASIMO (version 5) au Tokyo Motor Show 2011.

Le 8 novembre 2011, Honda présente sa nouvelle version d'ASIMO. Il est désormais capable de courir à 9 km/h de façon autonome et de s'adapter en partie à l'environnement. Par exemple, il pourra éviter une personne marchant vers lui.
| Caractéristiques techniques    | Caractéristiques techniques |
| ------------------------------ | --------------------------- |
| Hauteur                        | 130 cm                      |
| Masse                          | 48 kg                       |
| Vitesse (en course)            | 9 km/h                      |
| Degrés de liberté de mouvement | 57                          |

### 6eversion
Dans la sixième version d'ASIMO 2014, le robot gagne de nouvelles jambes, qui lui offrent la possibilité de marcher à reculons ainsi que de courir à la vitesse de 9 km/h. Le robot est doté de nouvelles mains extrêmement souples qui lui permettent de tenir un objet sans trop forcer ni casser, même si l'objet est extrêmement fragile. La reconnaissance faciale est grandement améliorée, il est capable de scanner un grand nombre de visages.
ASIMO gagne aussi la faculté de s'exprimer en langue des signes, grâce aux degrés de liberté qui lui ont été ajoutés.
| Caractéristiques techniques    |                  |
| Hauteur                        | 130 cm           |
| Masse                          | 48 kg            |
| Vitesse                        | 9 km/h           |
| Degrés de liberté de mouvement | 57               |
| tête bras mains tronc jambes   | 3 7*2 13*2 2 6*2 |

## Interface cérébrale homme/machine
Honda a développé un appareil permettant de contrôler ASIMO par la pensée. Cette machine mesure l'activité du cerveau pour en déduire le mouvement qu'ASIMO devra reproduire. Il peut avoir une version plus inteligente qu'avant.

## Galerie d'images

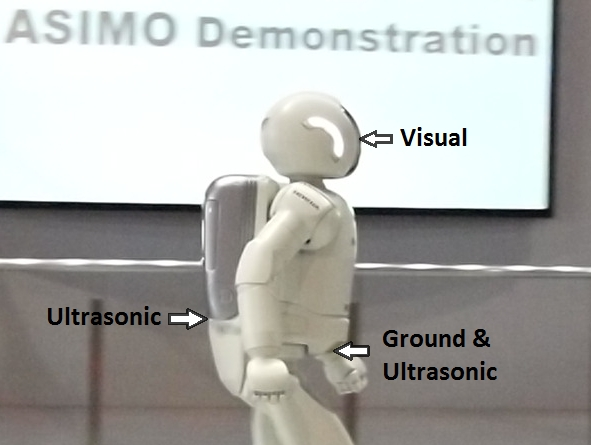
Les senseurs (flèches blanches) identifiant les composants d'ASIMO, incluant des senseurs visuels, de sol, et les sonars à ultrason.
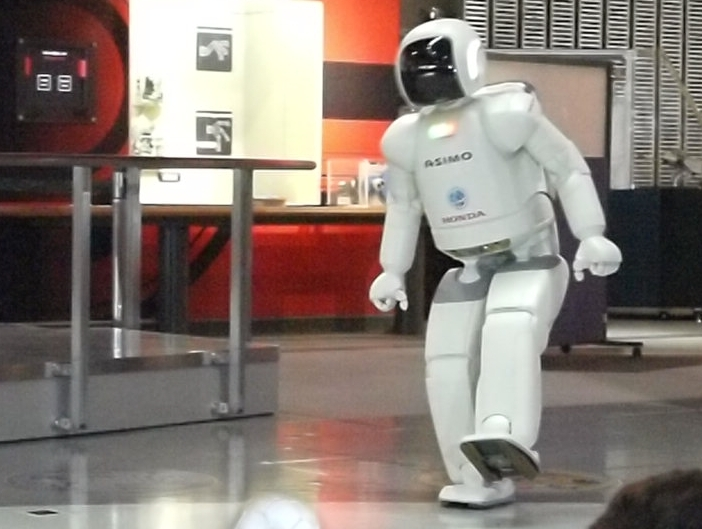
La plante du pied gauche d'ASIMO fait partie de la commande de réaction au sol.
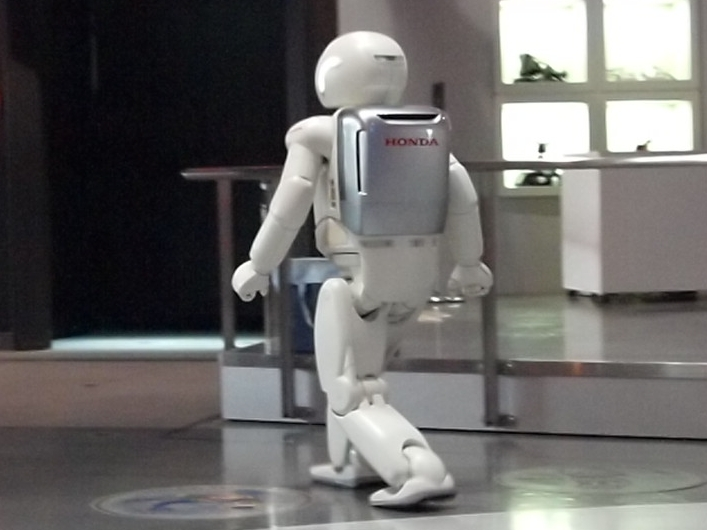
Vue arrière d'ASIMO.

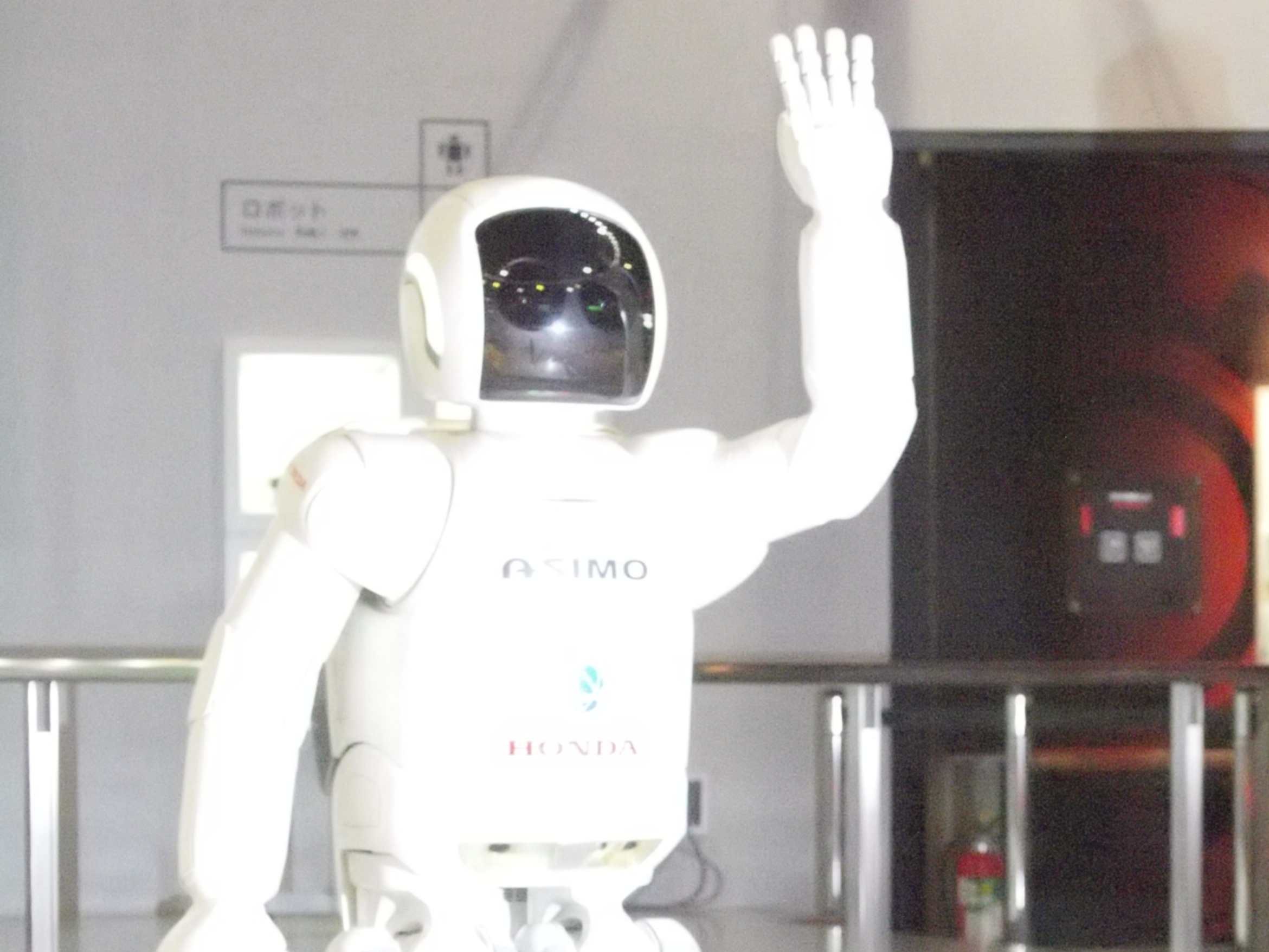
Les deux cameras à l'intérieur de la visiere d'ASIMO.
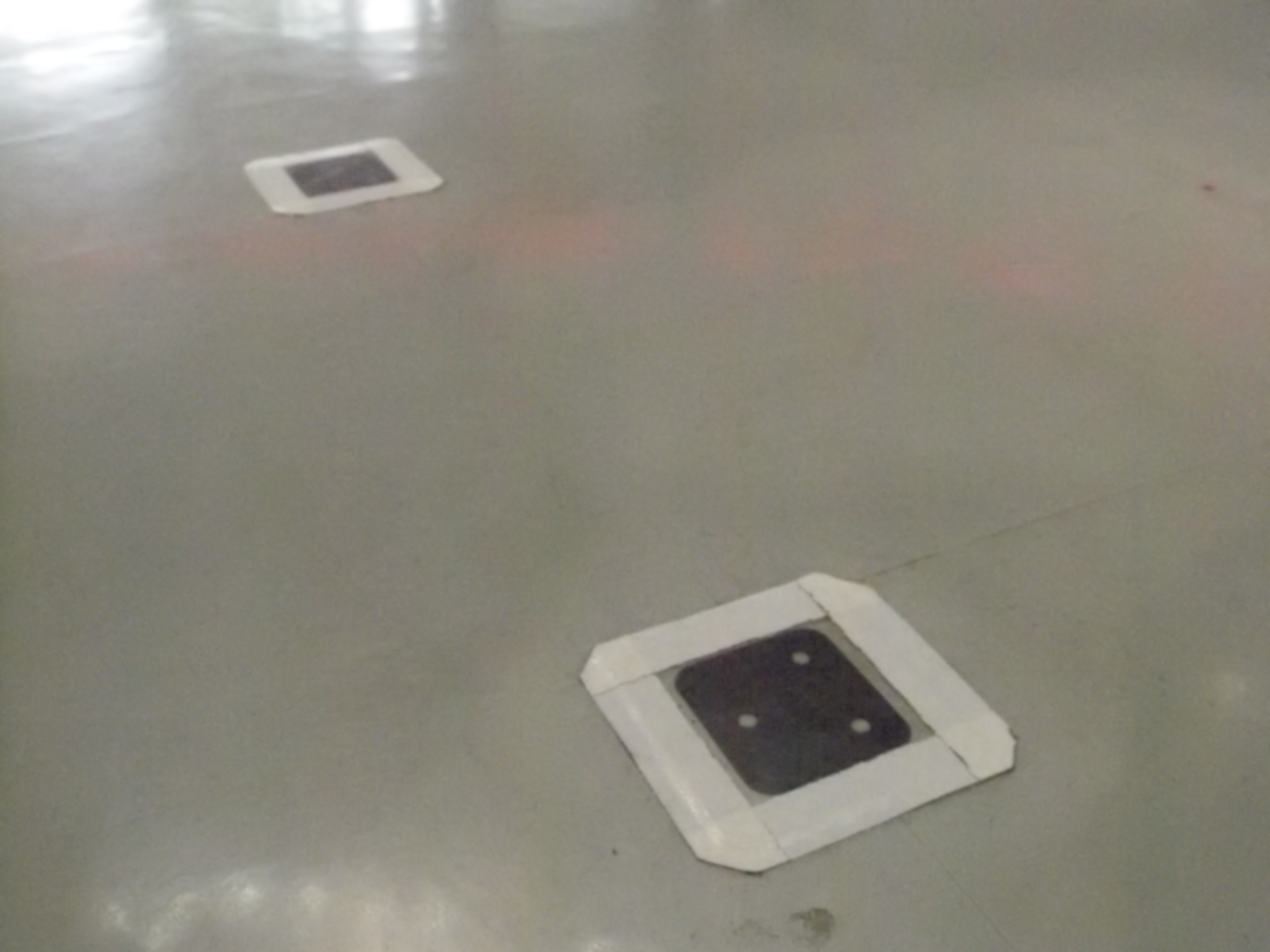
Les paires de marques noires sont utilisées pour fournir des cibles pour sa navigation autonome.
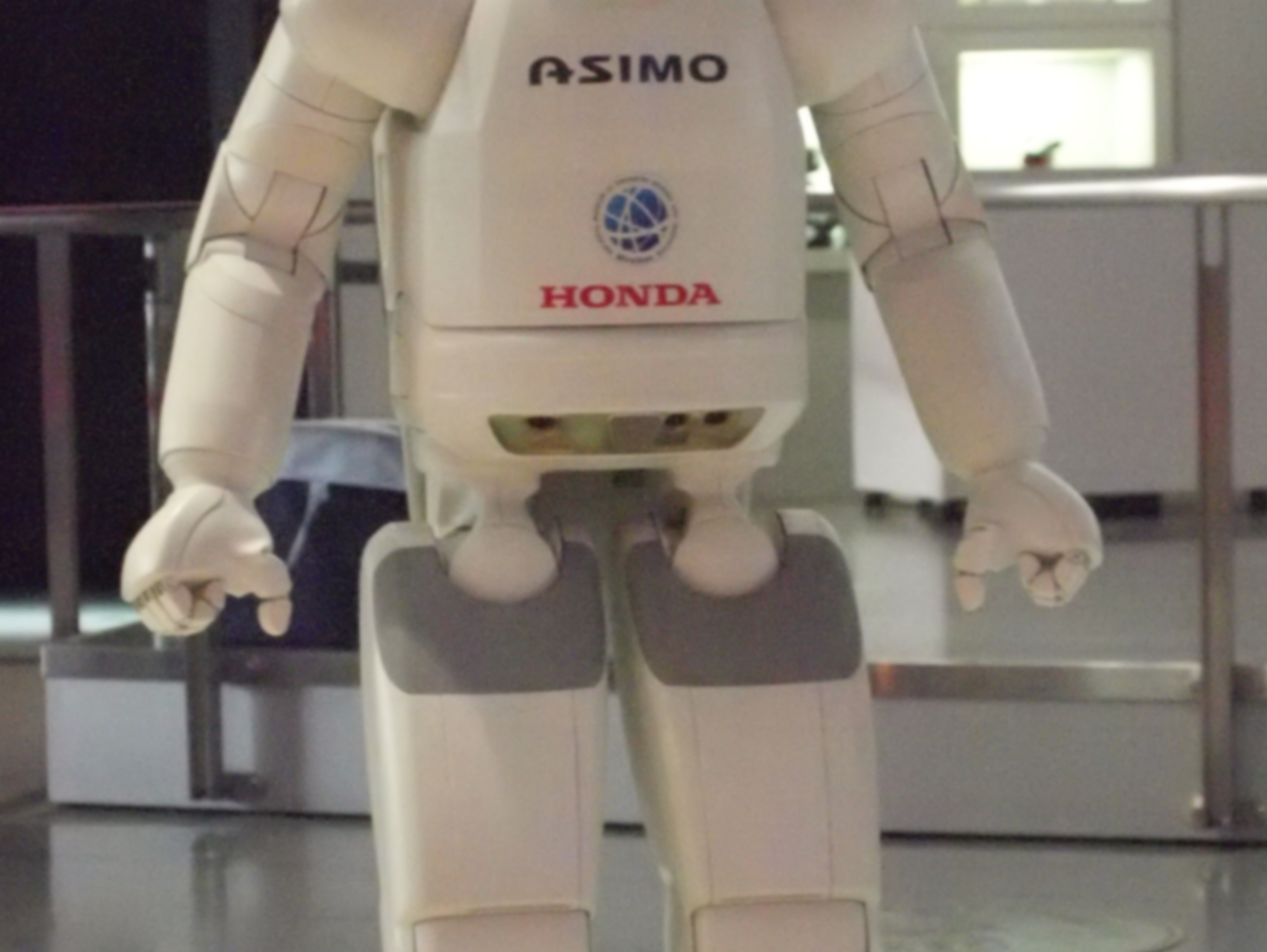
Les capteurs de sol et à ultrasons sont situés à l'avant dans la partie inférieure du torse.